# Dargaz (Verwaltungsbezirk)
Dargaz (persisch شهرستان درگز) ist ein Schahrestan in der Provinz Razavi-Chorasan im Iran. Er enthält die Stadt Dargaz, welche die Hauptstadt des Verwaltungsbezirks ist.

## Demografie
Bei der Volkszählung 2016 betrug die Einwohnerzahl des Schahrestan 72.355. Die Alphabetisierung lag bei 86 Prozent der Bevölkerung. Knapp 60 Prozent der Bevölkerung lebten in urbanen Regionen.
| Zensusjahr | Einwohnerzahl |
| ---------- | ------------- |
| 2011       | 74.326        |
| 2016       | 72.355        |